# 筒井順政
筒井 順政（つつい じゅんせい）は、大和国の武将。筒井順興の次男。

## 略歴
天文19年（1550年）、兄・順昭が急死すると、その息子である順慶が幼少であったため、陣代（後見人）として政務を見たという。ただし当初の後見人は同名（一族）の福住宗職であると考えられる。
畿内で勢威をふるう三好氏と筒井氏は当時同盟関係にあり、天文23年（1554年）と推定される書状で順慶が三好長慶に援軍を送ったことが確認できる。弘治3年（1557年）2月になると順政は、筒井氏と同じく三好方である河内守護・畠山高政との間で祝言を挙げ、三好方同士結束を強めた。
しかし、筒井家中は興福寺の寺門や衆中を尊重する福住宗職の派閥と、河内とのつながりを重視する順政の派閥とで分かれており、同年12月、宗職の派閥により順慶は大和を追われ、畠山氏の重臣である安見宗房の居城・飯盛山城へと入った。
翌永禄元年（1558年）2月に順慶は安見宗房とともに奈良に入って春日社を参詣し、宗房の後ろ盾によって大和への復帰を果たした。これ以降、順慶の後見人は福住宗職から順政に代わったものと見られ、宗職は永禄2年（1559年）6月に出家している。またこの頃、順政が官符衆徒の地位に就いていることが確認でき、順政は実質的に筒井氏を指揮する立場となっていた。
永禄2年（1559年）8月4日、三好長慶は主君・畠山高政を追放した安見宗房を攻めた。さらに宗房と結んでいた筒井氏を討つべく、三好家臣・松永久秀が大和への侵攻を開始した。同6日には久秀により筒井城が陥落し、順政は椿尾上城へと退く。
その後、順政率いる筒井方と松永方の間で一進一退の攻防が繰り返されたが、その最中の永禄7年（1564年）3月19日、順政は和泉堺で死去した。